# Porcius Festus

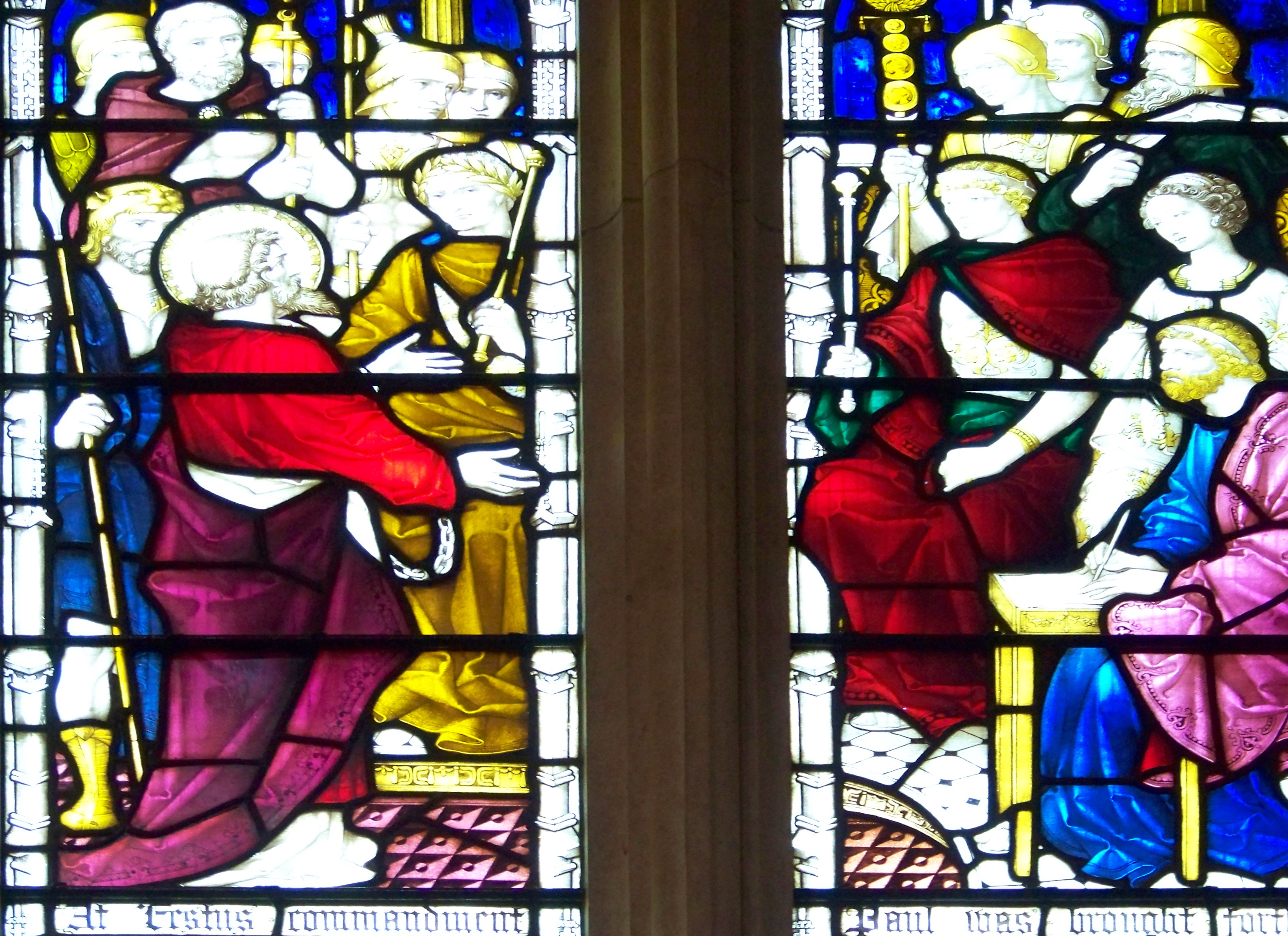
Porcius Festus (gul) på glasmålning i Saint Paul's Cathedral, Melbourne

Porcius Festus, ibland bara Festus, död 62, var prokurator i Romerska Judéen åren 60–62 efter Kristus. Han efterträdde Antonius Felix och omnämns i Apostlagärningarna i Nya Testamentet i Bibeln i samband med rättegången mot Jesusaposteln Paulus.